# Coronamos
Coronamos è un singolo dei rapper portoricani Lito Kirino e Anuel AA, pubblicato il 25 giugno 2016.

## Tracce
1. Coronamos – 3:08